# Geld essen (Ausgestopfte Rapper)
Geld essen (Ausgestopfte Rapper) ist ein Lied der deutschen Rapgruppe K.I.Z. Der Song ist die zweite Singleauskopplung ihres zweiten Studioalbums Hahnenkampf und wurde am 24. August 2007 veröffentlicht.

## Inhalt
| Liedteil   | Künstler |
| 1. Strophe | Nico     |
| Refrain    | Maxim    |
| 2. Strophe | Tarek    |
| 3. Strophe | Maxim    |

Auf Geld essen (Ausgestopfte Rapper) preisen K.I.Z vor allem sich selbst und ihre Musik, wobei sie den Wunsch ausdrücken, kommerziell erfolgreich zu sein, ohne sich dafür anpassen zu müssen. Dabei machen sie sich auch über Gangsta-Rapper lustig, ohne diese namentlich zu erwähnen. Der Text ist geprägt von zahlreichen Hyperbeln, Wortspielen und Metaphern.

„Was bringt uns der Respekt, wenn wir nix verdienen

Wir haben ausgestopfte Rapper über unser’m Kamin

Ich habe Hunger, ich habe Hunger!

Ich will Geld essen, Geld essen!“

## Produktion
Der Song wurde von dem deutsch-englischen Musikproduzenten Tai Jason produziert, während der Text von den drei K.I.Z-Rappern Nico, Maxim und Tarek geschrieben wurde.

## Musikvideo
Bei dem zu Geld essen (Ausgestopfte Rapper) gedrehten Musikvideo führte der Regisseur Joern Heitmann Regie. Es verzeichnet auf YouTube mehr als sechs Millionen Aufrufe (Stand Januar 2021).
Zu Beginn des Videos klettern die K.I.Z-Mitglieder durch eine Klappe aus dem Boden. Sie befinden sich in einem Gebäude, das einer Lagerhalle ähnelt und werden dort hinter einem Maschendrahtzaun eingesperrt, wo sie das Lied rappen. Es strömen immer mehr Leute hinzu, darunter Black-Metal-Fans, die Corpsepaint tragen, Droogs aus dem Film Uhrwerk Orange und Wrestler. Sie bringen Hähne mit, die sie im Kampf gegeneinander antreten lassen und dabei Geld auf den Gewinner setzen. Im weiteren Verlauf des Videos wird auch ein schwules Hip-Hop-Paar beim Zungenkuss gezeigt, um auf die Homophobie im Gangsta-Rap anzuspielen. Daneben sind K.I.Z zu sehen, die den Song in der Menschenmenge rappen.
Bei der Echoverleihung 2008 wurde das Musikvideo in der Kategorie Video (national) nominiert, unterlag jedoch Spring nicht von Tokio Hotel.

## Single

### Covergestaltung
Das Singlecover zeigt von links nach rechts die vier K.I.Z-Mitglieder Tarek, Maxim, DJ Craft und Nico, die an einem Tisch sitzen, auf dem sich ein Haufen rohes Fleisch befindet. Links oben im Bild stehen die Schriftzüge K.I.Z, Geld Essen und (Ausgestopfte Rapper) sowie das K.I.Z-Logo in Gold auf einem schwarzen Schild. Im Hintergrund läuft Blut eine Wand herunter.

### Titelliste
1. Geld essen (Ausgestopfte Rapper) – 4:20
2. Ellenbogengesellschaft (Pogen) – 4:09
3. Taxi, Taxi – 3:04
4. Ellenbogengesellschaft (Pogen) Video – 4:09

### Chartplatzierungen
Geld essen (Ausgestopfte Rapper) stieg am 7. September 2007 auf Platz 60 in die deutschen Singlecharts ein und konnte sich vier Wochen lang in den Top 100 halten. Es ist damit die erste Single von K.I.Z, welche die Charts erreichte. In Österreich belegte der Song für eine Woche Rang 71.
| ChartsChartplatzierungen | Höchstplatzierung | Wochen |
| ------------------------ | ----------------- | ------ |
| Deutschland (GfK)        | 60 (4 Wo.)        | 4      |
| Österreich (Ö3)          | 71 (1 Wo.)        | 1      |